# Kaj su jeli naši stari?
Kaj su jeli naši stari? je godišnja kulinarska manifestacija u Vrbovcu pokraj Zagreba. Održava se svake godine u zadnjem vikendu kolovoza (a u slučaju lošega vremana prvoga rujanskoga vikenda) (od petka do nedjelje).
Pokrenuta 1980., prerasla je iz male manifestacije u glavni godišnji kulturno-svjetovni događaj grada Vrbovca. 
Uz recepte starih jela i starih narodnih jela, gotovo svake godine održava se i natjecanje u pripremanju najboljega tradicijskoga jela.
„Kaj su pili naši stari?” je dio manifestacije, koji se održava u vinskom podrumu tržnice u Vrbovcu od 2009., u organizaciji Udruge vinara i vinogradara Grada Vrbovca.

## Vanjske poveznice
- O manifestaciji na stranicama Vrbovca  Arhivirana inačica izvorne stranice od 7. travnja 2012. (Wayback Machine)